# ياكيتي ساكس
ياكيتي ساكس (بالإنجليزية: Yakety Sax)‏ هي مقطوعة بوب كوميدية من تأليف جيمس «سبايدر» ريتش وبوتس راندولف. استعان الكوميدي البريطاني بيني هيل بالمقطوعة لاحقا عندما وضعها في ختام برنامجه.
استوحى راندولف المقطوعة من وصلة الساكسفون في أغنية «ياكيتي ياك» من تأليف جيري لايبر ومايك ستولر، والتي سجلها فريق كوسترز في عام 1958. سجل راندولف المقطوعة أول مرة في نفس العام لصالح شركة آر سي أيه فيكتور، لكنها لم تنجح حتى أعاد تسجيلها على مونيومنت ريكوردز في عام 1963؛ ووصل هذا الإصدار إلى المركز 35 على قائمة بيلبورد هوت 100. أدخل بوتس لحنين من مقطوعة «دخول المصارعون» وأغنية «الفتاة التي تركتها خلفي».

سجل المقطوعة العديد من الفنانين مثل غلين كامبل وبيل هيلي، لكن أشهر نسخة هي التي سجلها عازف الجيتار تشيت أتكينز (والذي كان صديق راندولف) في عام 1965 وأصدرها باسم Yakety Axe. كان هذه النسخة إيقاعًا مشابهًا للأصلية، وعزف أتكينز على الإيتار مكان الساكسفون، وأظهر فيها أسلوبه المميز في النقر على الإيتار. كانت هذه أنجح أغنية لأتكينز على قائمة بيلبورد الكانتري حيث وصلت للمركز الرابع على القائمة، فيما وصلت للمركز 98 على قائمة البوب. في عام 1990، تعاون أتكينز مع مارك نوفلر وسجل نسخة ذاك إيقاع أبطأ، مع أبيات من تأليف ميرل ترافيس غناها مع الموسيقى. كما عزف أتكينز وراندولف المقطوعة معا عدة مرات على التلفزيون.
استعان الفنان الكوميدي بيني هيل بالموسيقى في المطاردات الصامتة والسريعة في برنامجه، برنامج بيني هيل، وكان يعرضها في نهاية الحلقات، فارتبطت المقطوعة في التلفاز والسينما كموسيقى تصويرية للمواقف الكوميدية والغريبة. كما ارتبطت بالبرنامج نفسه وأصبحت تُعرف بأنها موسيقى بيني هيل. أدت أوركسترا روني ألدريتش هذه المقطوعة على البرنامج.
تم استخدام المقطوعة خلال مباريات كرة الطائرة الشاطئية في أولمبياد 2012 بين المجموعات (حيث يهرع عمال المجارف لتسوية الملعب).